# No More Mr. Nice Guy (Gang Starr)
No More Mr. Nice Guy is het debuutalbum van het hiphopduo Gang Starr en werd uitgebracht op 22 april 1989. De single "Positivity" piekte op nummer 19 in Billboard's Hot Rap Singles.

## Nummers
1. "Premier & The Guru" – 3:26
2. "Jazz Music" – 3:30
3. "Gotch U" – 3:08
4. "Manifest" – 4:56
5. "Gusto" – 3:15
6. "DJ Premier in Deep Concentration" – 3:13
7. "Positivity" (remix) – 4:49
8. "Words I Manifest" (remix) – 5:12
9. "Conscience be Free" – 4:04
10. "Cause and Effect" – 3:22
11. "2 Steps Ahead" – 3:50
12. "No More Mr. Nice Guy" – 3:22
13. "Knowledge" (met Damo D-Ski)– 3:42
14. "Positivity" – 3:35
15. "Here's the Proof" (heruitgave bonustrack 2003) – 4:35
16. "The Lesson" (heruitgave bonustrack 2003) – 5:05
17. "Dedication" (heruitgave bonustrack 2003) – 5:11